# Zlatan (film 2021)
Zlatan (Jag är Zlatan) è un film del 2021, diretto da Jens Sjögren.

## Trama
Il film parte dai primi anni della vita del calciatore Zlatan Ibrahimović, Ibra, dai difficili inizi in Svezia fino all'exploit nel calcio, e narra i momenti e le persone più significative della sua carriera.

## Promozione e distribuzione
Il primo trailer italiano del film è stato diffuso il 3 ottobre 2021.
Il film è uscito l'11 novembre 2021 in Italia, mentre in Svezia è uscito il 14 marzo 2022.

## Riconoscimenti
- 2022 - Guldbagge
  - Miglior attore a Granit Rushiti
  - Candidatura a miglior film
  - Candidatura a miglior regista a Jens Sjögren
  - Candidatura a miglior attore non protagonista a Håkan Bengtsson
  - Candidatura a migliore sceneggiatura a David Lagercrantz